# Ossicle
|  | Per a altres significats, vegeu «ossicle (equinoderms)». |

Els ossicles, també anomenats cadena d'ossets, cadena ossicular, ossicles de l'orella, o ossicles auditius, és una formació situada en la caixa timpànica de l'orella mitjana composta per tres petits ossos (martell, enclusa i estrep), lligaments i moguts per músculs especials.
Els ossicles participen en el procés d'audició humana, transmetent el moviment del timpà a l'orella interna, a través de la finestra oval.
Les vibracions que entren en contacte amb la membrana timpànica viatgen travessant els tres ossicles, i cap a l'orella interna. La finestra oval és la intersecció de l'orella mitjana amb l'orella interna, i està directament en contacte amb l'estrep, així les vibracions que arriben a la finestra oval s'han ampliat en més de vint vegades del que eren quan es van posar en contacte amb la membrana timpànica, un testimoni del poder d'amplificació de l'orella mitjana. El peu de l'estrep empeny la finestra oval posant en moviment la limfa continguda a l'orella interna.
En origen aquests tres ossos, més el timpà, eren quatre ossos que al costat del maxil·lar configuraven les mandíbules primitives que no estaven constituïdes per un sol os com tenen els mamífers.